# Ernest Martin
Ernest Martin (ur. w 1878, zm. ?) – francuski pływak i piłkarz wodny, uczestnik Letnich Igrzysk Olimpijskich 1900 w Paryżu.
Wraz z drużyną Pupilles de Neptune de Lille wziął udział w piłce wodnej. Odpadli w pierwszej rundzie, przegrywając 0:2 z Brussels Swimming and Water Polo Club. Indywidualnie startował na dystansie 4000 metrów stylem dowolnym, gdzie zajął 7. miejsce.